# Focusrite
Focusrite plc (voorheen bekend als Focusrite Audio Engineering Ltd.) is een Engels producent van audioapparatuur. Focusrite ontwerpt en produceert audiointerfaces, microfoon voorversterkers, mengtafels, digitale signaalprocessors en software.

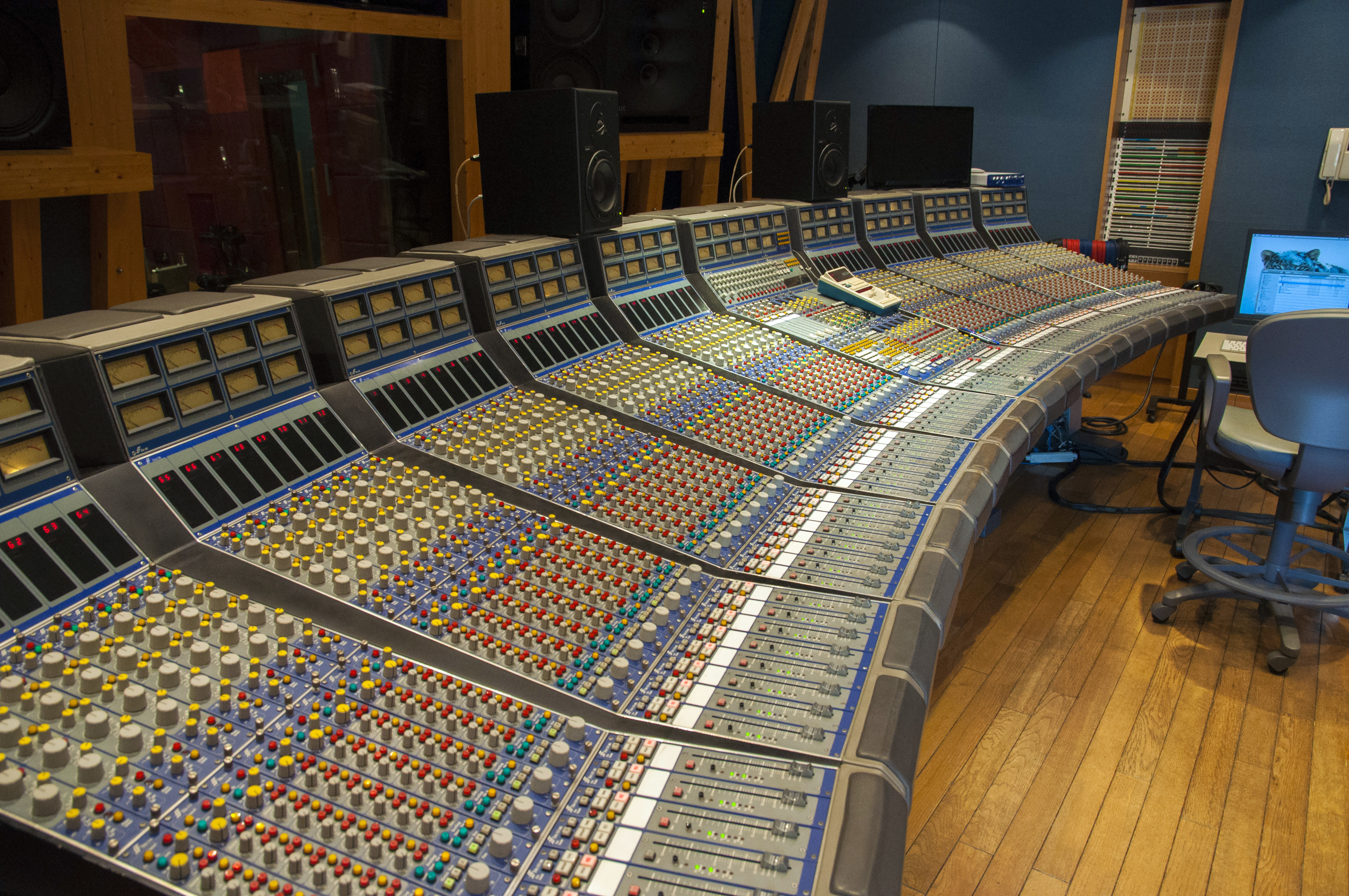
Een mengtafel van Focusrite.

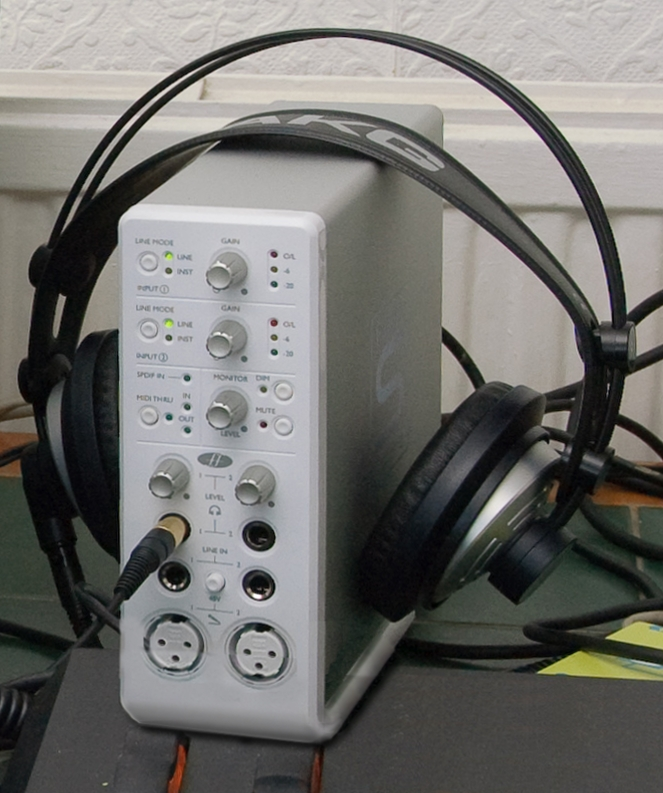
Focusrite Saffire

## Geschiedenis
Focusrite werd in 1985 opgericht door Rupert Neve. Een van zijn eerste opdrachten was het bouwen van een uitbreiding voor een mengtafel, in opdracht van de Britse muziekproducent George Martin.
Het resultaat was een signaalversterker die positief werd ontvangen. Focusrite besloot dit ontwerp als basis te gebruiken voor toekomstige producten. In 1988 werd een mengtafel uitgebracht, model Forte, maar het bedrijf verkocht vanwege de hoge prijs slechts twee exemplaren.
Het oorspronkelijke logo van Focusrite bestond uit twee cursieve letters f, afkomstig van de Focusrite Forte of de muzikale term 'fortissimo' (zeer luid).
In 1989 kocht Phil Dudderidge, medeoprichter van Soundcraft, de middelen van Focusrite op. Het bedrijf bracht een jaar later een nieuw ontworpen mixconsole uit, de Focusrite Studio Console.
In augustus 2004 nam het bedrijf Novation over, dat onder de naam Novation Digital Music Systems Ltd. verder ging.
Focusrite kwam in 2005 met de Saffire, een serie van audiointerfaces die begin dat jaar werd aangekondigd tijdens de NAMM Show. Deze productlijn bleek zeer succesvol en werd in de jaren uitgebreid en verbeterd.
Eind 2010 bracht Focusrite de Midnight-serie uit van plugins, waarbij met digitale signaalverwerking werd geprobeerd de originele ISA110 equalizer en ISA130 compressor na te bootsen.